# Den Morgen wirst du nicht erleben
Den Morgen wirst du nicht erleben (Originaltitel: Kiss Tomorrow Goodbye) ist ein US-amerikanischer Film noir und Gangsterfilm aus dem Jahre 1950. Der von Gordon Douglas inszenierte Film basiert auf dem Roman Schatten der Vergangenheit von Horace McCoy. James Cagney spielte zum fünften Mal – nach Der öffentliche Feind, Chicago – Engel mit schmutzigen Gesichtern, Die wilden Zwanziger und Sprung in den Tod – eine Hauptrolle als Gangster.

## Handlung
Der Film beginnt mit einer Gerichtsverhandlung. Angeklagt ist eine Gruppe von Personen, die alle mit dem toten Schwerverbrecher Ralph Cotter in Verbindung standen, darunter auch zwei Polizisten, ein Gefängniswärter und ein Anwalt. In mehreren Rückblenden wird erzählt, wie sich ihre Wege mit denen Cotters kreuzten:
Mithilfe des bestochenen Wärters Cobbett gelingt dem rücksichtslosen Kriminellen Ralph Cotter die Flucht aus dem Gefängnis. Seinen verletzten, ihn behindernden Mitinsassen Ralph Carleton tötet er – unbemerkt – kurzerhand selbst. Er macht sich Carletons Schwester Holiday, die bei der Flucht half und einen Wärter erschossen hat, gefügig. Mit Hilfe einer Tonaufnahme erpresst Cotter die korrupten Polizisten Weber und Reece. Sie hatten von Cotters
Raubüberfall auf einen Supermarkt erfahren, an dessen Beute sie sich beteiligen wollten. Cotter erhält Unterstützung durch den dubiosen Anwalt Mandon, der ihm mit Hilfe einer gefälschten Identität einen Waffenschein verschafft. Cotter lernt Margaret Dobson kennen, die vermögende Tochter eines mächtigen Industriellen, und heiratet sie. Der Vater will zunächst die Ehe rückgängig machen. Er erkennt dann aber, dass der Psychopath Cotter offenbar die Fähigkeit hat, seine unzähmbare Tochter, die bereits eine Reihe von Affären hatte, in den Griff zu bekommen. Cotter landet einen großen Coup: Als Polizist verkleidet, überfällt er die Geldboten einer Wettorganisation, und ermordet die Männer. Margaret bittet ihn, mit ihr die Stadt zu verlassen, und Cotter willigt ein. Er fährt zu Holiday, um seine bei ihr deponierte Habe aufzulesen. Inzwischen ist ein aussteigewilliger Komplize, den Cotter in dessen Autowerkstatt schwer verletzt hatte, aus seinem Koma erwacht. Er führt die Polizei auf die Spur von Holiday. Sie hat inzwischen von Cotters Heirat und durch die Polizei von der Ermordung ihres Bruders durch ihn erfahren. Holiday erschießt Cotter mit den Worten „den Morgen wirst du nicht erleben“. Die Gerichtsverhandlung endet mit der Verurteilung aller Schuldigen.

## Hintergrund
Den Morgen wirst du nicht erleben startete am 4. August 1950 in den USA, am 6. September 1957 in den Kinos der BRD und im Februar 1958 in den österreichischen Kinos. Im deutschen Fernsehen wurde der Streifen zum ersten Mal am 15. Juni 1974 von der ARD ausgestrahlt.

## Kritik
Fred Camper, Rezensent des Chicago Reader, kritisierte Douglas’ „inkohärente“ Regie und verglich den Film mit Sprung in den Tod, den er als wesentlich stärker einschätzte. Dagegen bewertete Geoff Andrew vom Time Out Film Guide Den Morgen wirst du nicht erleben als „herausragend“. Die „starken darstellerischen Leistungen“ und Douglas’ „straffe, klassische Regieführung“ platzierten ihn unter die besten Nachkriegs-Gangsterfilme.
Das Lexikon des internationalen Films lobte James Cagneys Darstellung als „gewohnt gekonnt“, der Film als solcher sei aber lediglich ein „schematisch konstruierter Gangsterfilm“.

## Synchronisation
| Rolle                   | Darsteller      | Synchronsprecher (2. Synchro 1974) |
| ----------------------- | --------------- | ---------------------------------- |
| Ralph Cotter            | James Cagney    | Rolf Schult                        |
| Holiday Carleton        | Barbara Payton  | Renate Küster                      |
| Margaret Dobson         | Helen Carter    | Marianne Lutz                      |
| Inspektor Weber         | Ward Bond       | Gottfried Kramer                   |
| Keith „Cherokee“ Mandon | Luther Adler    | Heinz Petruo                       |
| Pol. Lt. John Reece     | Barton MacLane  | Manfred Grote                      |
| Joe „Jinx“ Raynor       | Steve Brodie    | Klaus Sonnenschein                 |
| Vic Mason               | Rhys Williams   | Edgar Ott                          |
| Ezra Dobson             | Herbert Hayes   | Friedrich W. Bauschulte            |
| Polizeichef Tolgate     | John Litel      | Wolfgang Lukschy                   |
| Byers, Aufseher         | William Frawley | Benno Hoffmann                     |
| Peter Cobbatt, Aufseher | John Halloran   | Heinz Giese                        |
| Ralph Carleton          | Neville Brand   | Thomas Danneberg                   |